# 泉野櫻木神社
泉野櫻木神社（いずみのさくらぎじんじゃ）は、石川県金沢市泉野町3丁目15番地にある神社。

## 概要
金沢市中部のやや南よりに位置する。
主祭神は応神天皇。相殿神は天照大神。
境内には金沢市指定保存樹林が存在する。
春と秋に祭りが行われ、その際は、露店が立ち並び、近隣の子供たちであふれる。
標柱の文字を書いたのは木村栄で、近くに生誕の地がある。

## 歴史
創建の年は養老元年（717年）、尾張国で泰澄大師が櫻の木で彫った像を小祠に祀ったことに始まる。
一度途絶したが、延徳4年（1492年）、再建されると共に現地に遷座。
明治5年（1872年）に櫻木八幡社と称し、明治6年（1873年）村社に列せられる。明治15年（1882年）、現在名の泉野櫻木神社へと改称。明治39年（1906年）には神饌幣帛料供進指定神社となる。なお、この年には泉野新村にあった法受社を合祀している。

## 交通アクセス
- 北鉄金沢バス 泉野3丁目バス停下車 徒歩2分